# 邦戈尔 (莫尔比昂省)
邦戈尔（法語：Bangor，法語發音：[bɑ̃ɡɔʁ]）是法国莫尔比昂省的一个市镇，位于该省南部的贝勒岛上，属于洛里昂区。

## 地理
邦戈尔（47°18'54"N, 3°11'19"W）面积25.54 平方千米，位于法国布列塔尼大區莫尔比昂省，该省份为法国西北部沿海省份，位于布列塔尼半岛南部，北起阿摩尔滨海省、西接菲尼斯泰尔省，南濒大西洋，东南接大西洋卢瓦尔省，东临伊勒-维莱讷省。
与邦戈尔接壤的市镇（或旧市镇、城区）包括：索宗、勒帕莱、洛克马里亚。

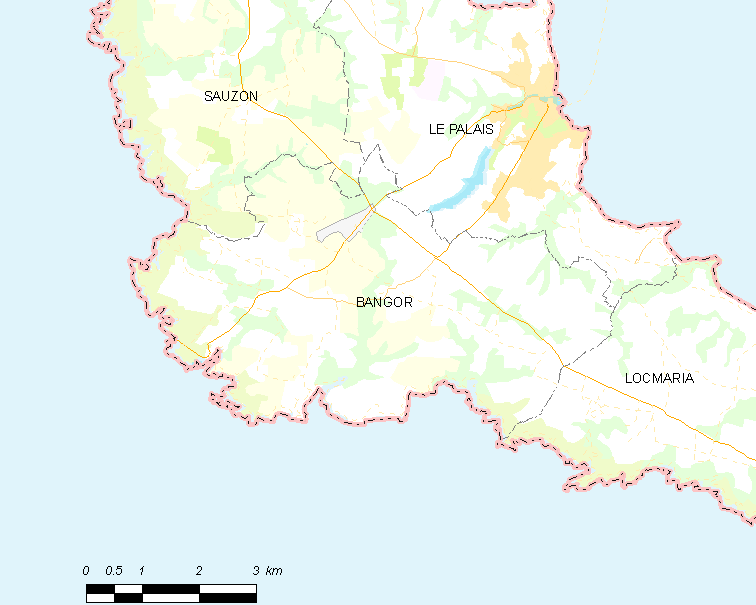
的OSM定位图

邦戈尔的时区为UTC+01:00、UTC+02:00（夏令时）。

## 行政
邦戈尔的邮政编码为56360，INSEE市镇编码为56009。

## 政治
邦戈尔所属的省级选区为基伯龙县。

## 人口

1962-2008年间人口变化图示

邦戈尔于2022年1月1日时的人口数量为1002人。